# Temporada 1988 de la CART IndyCar World Series
La Temporada 1988 de la CART IndyCar World Series fue la décima temporada de la Championship Auto Racing Teams y del Campeonato de Monoplazas de Estados Unidos, que consistió en 15 carreras y una carrera no puntuable, comenzando en Avondale, Arizona, el 10 de abril y concluyendo en Miami, Florida, el 6 de noviembre. El campeón de la PPG IndyCar World Series y ganador de las 72.ª edición de las 500 Millas de Indianápolis fue Rick Mears. El destacado Novato del Año fue el canadiense John Jones.
Una vez más, se volvió a disputar una carrera fuera del campeonato, en el Circuito Callejero del Parque Tamiami, el Desafío Marlboro en Miami, Florida.

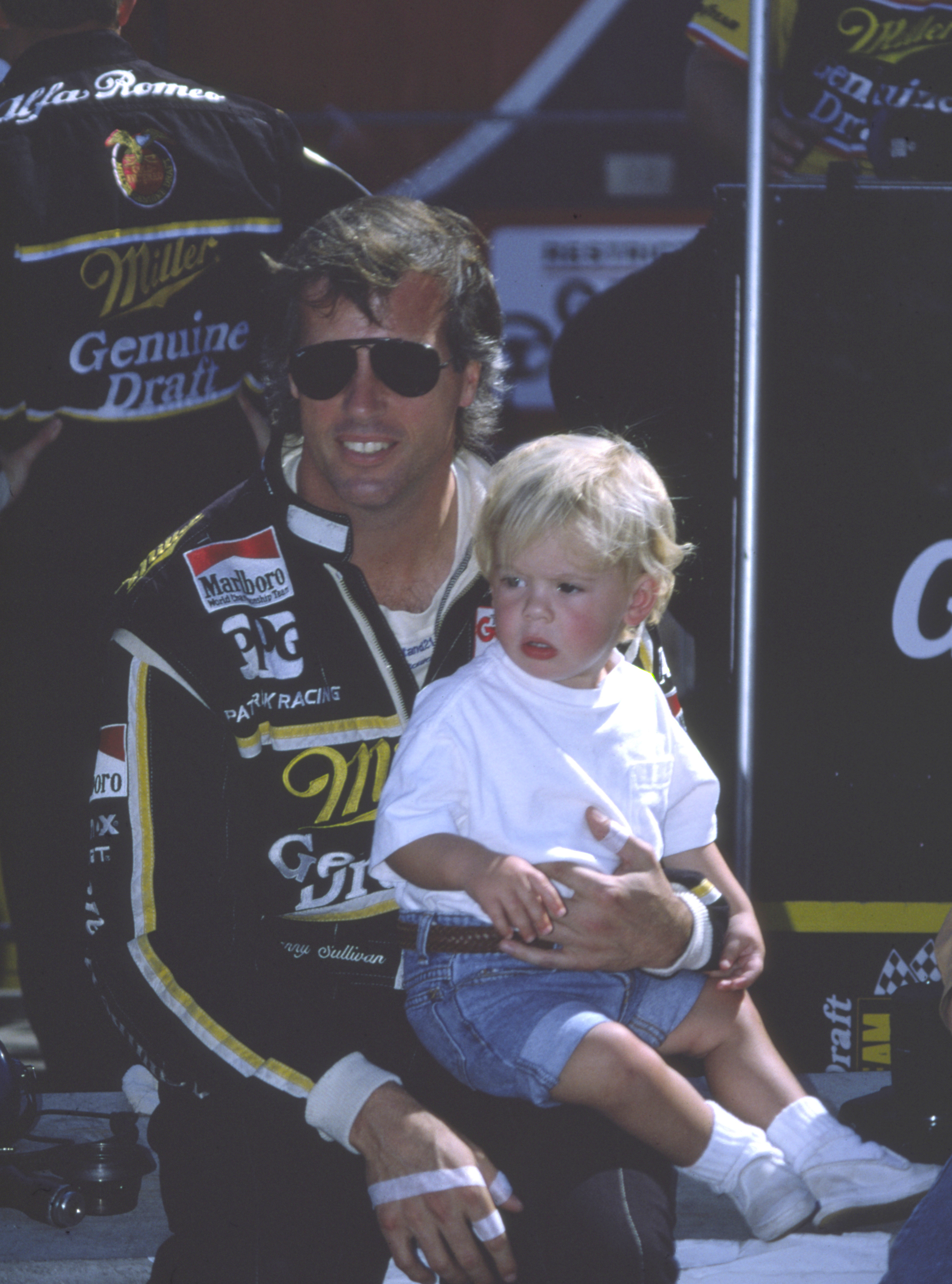
Danny Sullivan se coronó campeón de la CART IndyCar World Series de la temporada 1988.

## Equipos y pilotos
| Equip./Prop.             | Chasís     | Motor               | Neumáticos | Núm.     | Piloto (s)            |
| ------------------------ | ---------- | ------------------- | ---------- | -------- | --------------------- |
| Newman/Haas Racing       | Lola       | Chevrolet           | G          | 6        | Mario Andretti        |
| Patrick Racing           | March/Lola | Chevrolet           | G          | 20       | Emerson Fittipaldi    |
| Galles Racing            | March      | Chevrolet/Cosworth  | G          | 3        | Al Unser Jr.          |
| Team Penske              | Penske     | Chevrolet           | G          | 5        | Rick Mears            |
| Team Penske              | Penske     | Chevrolet           | G          | 9        | Danny Sullivan        |
| Team Penske              | Penske     | Chevrolet           | G          | 1/60     | Al Unser              |
| / Porsche North America  | March      | Porsche             | G          | 8        | Teo Fabi              |
| Truesports               | Lola       | Judd/Cosworth       | G          | 1/4      | Bobby Rahal           |
| Kraco Racing             | March/Lola | Cosworth            | G          | 18       | Michael Andretti      |
| Doug Shierson Racing     | March/Lola | Cosworth            | G          | 30       | Raúl Boesel           |
| Raynor Racing            | Lola       | Cosworth            | G          | 10       | Derek Daly            |
| Arciero Racing           | March      | Cosworth            | G          | 12       | John Jones            |
| Granatelli Racing        | Lola/March | Cosworth/Chevrolet  | G          | 2/4      | Roberto Guerrero      |
| Granatelli Racing        | Lola/March | Cosworth/Chevrolet  | G          | 2/4      | Al Unser              |
| Granatelli Racing        | Lola/March | Cosworth/Chevrolet  | G          | 58/71/85 | Gordon Johncock       |
| Machinists Union Racing  | March      | Cosworth            | G          | 11       | Kevin Cogan           |
| Machinists Union Racing  | March      | Cosworth            | G          | 11       | Scott Pruett          |
| Machinists Union Racing  | March      | Cosworth            | G          | 55       | Scott Atchison        |
| Machinists Union Racing  | March      | Cosworth            | G          | 29/11    | Rich Vogler           |
| Machinists Union Racing  | March      | Buick               | G          | 28       | Pancho Carter         |
| Dick Simon Racing        | Lola       | Cosworth            | G          | 7        | Arie Luyendyk         |
| Dick Simon Racing        | Lola       | Cosworth            | G          | 22       | Dick Simon            |
| Dick Simon Racing        | Lola       | Cosworth            | G          | 22       | Scott Pruett          |
| Dick Simon Racing        | Lola       | Cosworth            | G          | 22       | Didier Theys          |
| Dick Simon Racing        | Lola       | Cosworth            | G          | 23       | Fulvio Ballabio       |
| Dick Simon Racing        | Lola       | Cosworth            | G          | 23       | Tero Palmroth         |
| Dick Simon Racing        | Lola       | Cosworth            | G          | 23       | Jean-Pierre Frey      |
| A.J. Foyt Enterprises    | Lola       | Cosworth            | G          | 14       | A.J. Foyt             |
| A.J. Foyt Enterprises    | Lola       | Cosworth            | G          | 14       | Johnny Rutherford     |
| A.J. Foyt Enterprises    | Lola       | Cosworth            | G          | 14       | Johnny Parsons        |
| A.J. Foyt Enterprises    | March      | Cosworth            | G          | 48       | Rocky Moran           |
| A.J. Foyt Enterprises    | March      | Chevrolet           | G          | 84       | Stan Fox              |
| Bettenhausen Motorsports | Lola/March | Cosworth/Judd       | G          | 16       | Tony Bettenhausen Jr. |
| Bettenhausen Motorsports | Lola/March | Cosworth/Judd       | G          | 16       | Dennis Vitolo         |
| Alex Morales Motorsports | March      | Cosworth            | G          | 21       | Howdy Holmes          |
| Hemelgarn Racing         | Lola       | Judd/Cosworth/Buick | G          | 91       | Scott Brayton         |
| Hemelgarn Racing         | Lola       | Judd/Cosworth/Buick | G          | 71       | Ludwig Heimrath       |
| Hemelgarn Racing         | Lola       | Judd/Cosworth/Buick | G          | 71       | Ken Johnson           |
| Hemelgarn Racing         | Lola       | Judd/Cosworth/Buick | G          | 81/71    | Tom Sneva             |
| Gohr Racing              | March      | Cosworth            | G          | 56       | Rocky Moran           |
| Gohr Racing              | March      | Cosworth            | G          | 56       | Billy Vukovich III    |
| Bernstein Racing         | Lola       | Buick               | G          | 15       | Jim Crawford          |
| Bernstein Racing         | Lola       | Buick               | G          | 17       | Johnny Rutherford     |
| Curb Racing              | Lola       | Cosworth            | G          | 98       | John Andretti         |
| Gary Trout Motorsports   | March      | Cosworth            | G          | 33       | Steve Chassey         |
| Gary Trout Motorsports   | March      | Cosworth            | G          | 35       | Ed Pimm               |
| Leader Card Racing       | Lola       | Cosworth            | G          | 24       | Randy Lewis           |
| Leader Card Racing       | Lola       | Cosworth            | G          | 16       | Dominic Dobson        |
| Dobson Motorsports       | Lola       | Cosworth            | G          | 17/92    | Dominic Dobson        |
| Dale Coyne Racing        | March      | Chevrolet           | G          | 19       | Dale Coyne            |
| Dale Coyne Racing        | March      | Chevrolet           | G          | 19       | Dominic Dobson        |
| Los Angeles Drywall      | March      | Cosworth            | G          | 27       | Dick Ferguson         |
| Los Angeles Drywall      | March      | Cosworth            | G          | 27       | Ed Pimm               |
| KargoStopper             | Lola       | Cosworth            | G          | 88       | Darin Brassfield      |
| BDR Racing               | March      | Cosworth            | G          | 43       | Steve Bren            |
| Andale Racing            | March      | Cosworth            | G          | 69       | Bernard Jourdain      |
| U.S. Engineering         | March      | Cosworth            | G          | 77       | Phil Krueger          |
| Kent Baker Racing        | March      | Cosworth            | G          | 97       | Phil Krueger          |
| Scheid Tire Centers      | March      | Cosworth            | G          | 46       | Gary Bettenhausen     |
| Calumet Farms            | March      | Chevrolet           | G          | 84       | George Snider         |
| GF Racing                | March      | Cosworth            | G          | 25       | Giupponi Franca       |
| GF Racing                | March      | Cosworth            | G          | 25       | José Romano           |
| Indiana Carbon           | March      | Cosworth            | G          | 87       | Spike Gehlhausen      |
| Mergard                  | March      | Cosworth            | G          | 36       | Harry Sauce           |
| Performers Inc.          | March      | Cosworth            | G          | 77       | Tom Bigelow           |

## Resultados de la Temporada

### Calendario y Resultados
| Rond. | Fecha            | Circuito                                       | Comp.                                            | Localización                  | Pole position      | Ganador            | Equipo Ganador     |
| ----- | ---------------- | ---------------------------------------------- | ------------------------------------------------ | ----------------------------- | ------------------ | ------------------ | ------------------ |
| 1     | 10 de abril      | Phoenix Checker Autoworks 200                  | Phoenix International Raceway                    | Phoenix, Arizona              | Rick Mears         | Mario Andretti     | Newman/Haas Racing |
| 2     | 17 de abril      | Toyota Gran Premio de Long Beach               | Circuito callejero de Long Beach                 | Long Beach, California        | Danny Sullivan     | Al Unser Jr.       | Galles Racing      |
| 3     | 29 de mayo       | 72.ª edición de las 500 Millas de Indianápolis | Indianapolis Motor Speedway                      | Speedway, Indiana             | Rick Mears         | Rick Mears         | Team Penske        |
| 4     | 5 de junio       | Dana-Rex Mays 200                              | Milwaukee Mile                                   | West Allis, Wisconsin         | Michael Andretti   | Rick Mears         | Team Penske        |
| 5     | 19 de junio      | Budweiser/G. I. Joe's 200 de Portland          | Portland International Raceway                   | Portland, Oregón              | Danny Sullivan     | Danny Sullivan     | Team Penske        |
| 6     | 3 de julio       | Gran Premio de Cleveland                       | Circuito Burke Lakefront Airport                 | Cleveland, Ohio               | Danny Sullivan     | Mario Andretti     | Newman/Haas Racing |
| 7     | 17 de julio      | Molson Indy Toronto                            | Circuito Callejero Exhibition Place de Toronto   | Toronto, Ontario              | Danny Sullivan     | Al Unser Jr.       | Galles Racing      |
| 8     | 24 de julio      | Gran Premio de Meadowlands                     | Circuito Callejero de Meadowlands Sports Complex | East Rutherford, Nueva Jersey | Emerson Fittipaldi | Al Unser Jr.       | Galles Racing      |
| 9     | 7 de agosto      | Marlboro 500                                   | Michigan International Speedway                  | Brooklyn, Michigan            | Rick Mears         | Danny Sullivan     | Team Penske        |
| 10    | 21 de agosto     | Pocono Quaker State 500                        | Pocono Raceway                                   | Long Pond, Pennsylvania       | Rick Mears         | Bobby Rahal        | Truesports         |
| 11    | 4 de septiembre  | Escort Radar Warning 200 de Mid-Ohio           | Mid-Ohio Sports Car Course                       | Lexington, Ohio               | Danny Sullivan     | Emerson Fittipaldi | Patrick Racing     |
| 12    | 11 de septiembre | Race for Life 200 de Road America              | Road America                                     | Elkhart Lake, Wisconsin       | Danny Sullivan     | Emerson Fittipaldi | Patrick Racing     |
| 13    | 25 de septiembre | Gran Premio Bosch Spark Plug de Nazareth       | Nazareth Speedway                                | Nazareth, Pennsylvania        | Danny Sullivan     | Danny Sullivan     | Team Penske        |
| 14    | 16 de octubre    | Champion Spark Plug 300 de Laguna Seca         | Mazda Raceway Laguna Seca                        | Monterey, California          | Danny Sullivan     | Danny Sullivan     | Team Penske        |
| NP    | 5 de noviembre   | Marlboro Challenge                             | Circuito Callejero de Tamiami Park               | University Park, Florida      | Danny Sullivan     | Michael Andretti   | Kraco Racing       |
| 15    | 6 de noviembre   | Miami Indy Challenge                           | Circuito Callejero de Tamiami Park               | University Park, Florida      | Danny Sullivan     | Al Unser Jr.       | Galles Racing      |

     Óvalo
     Circuito
     Competencia No Puntuable para el Campeonato

### Estadísticas Finales
| Pos. | Piloto                | PHX | LBH | INDY 500 | MIL | POR | CLE | TOR | MEA | MIC | POC | ROA | MDO | NAZ | LAG | MIA | Puntos |
| ---- | --------------------- | --- | --- | -------- | --- | --- | --- | --- | --- | --- | --- | --- | --- | --- | --- | --- | ------ |
| 1    | Danny Sullivan        | 23  | 13  | 23*      | 2   | 1   | 3*  | 2   | 4   | 1   | 18  | 5   | 4   | 1   | 1*  | 5   | 182    |
| 2    | Al Unser Jr.          | 18  | 1*  | 13       | 20  | 4   | 4   | 1*  | 1   | 21  | 2   | 4   | 7   | 19  | 6   | 1*  | 149    |
| 3    | Bobby Rahal           | 16  | 2   | 5        | 6   | 12  | 2   | 5   | 5   | 2   | 1   | 18  | 2   | 12  | 4   | 18  | 136    |
| 4    | Rick Mears            | 22  | 8   | 1        | 1*  | 6   | 23  | 6   | 3   | 13* | 23  | 3   | 12  | 7*  | 5   | 2   | 129    |
| 5    | Mario Andretti        | 1*  | 15  | 20       | 17  | 5   | 1   | 25  | 2   | 12  | 17  | 2   | 3   | 3   | 3   | 15  | 126    |
| 6    | Michael Andretti      | 3   | 7   | 4        | 7   | 11  | 14  | 3   | 6   | 3   | 25  | 26  | 5   | 2   | 2   | 17  | 119    |
| 7    | Emerson Fittipaldi    | 21  | 16  | 2        | 3   | 3   | 19  | 4   | 14* | 19  | 21  | 1*  | 1*  | 8   | 16  | 20  | 105    |
| 8    | Raúl Boesel           | 5   | 4   | 7        | 4   | 26  | 5   | 8   | 9   | 11  | 5   | 6   | 14  | 5   | 21  | 22  | 89     |
| 9    | Derek Daly            | 13  | 5   | 29       | 11  | 19  | 6   | 23  | 24  | 16  | 4   | 9   | 6   | 10  | 7   | 23  | 53     |
| 10   | Teo Fabi              | 7   | 24  | 28       | 9   | 7   | 24  | 10  | 18  | 25  | 24  | 8   | 8   | 4   | 10  | 21  | 44     |
| 11   | John Jones            | 20  | 12  | DNQ      | 14  | 8   | 7   | 7   | 7   | 8   | 8   | 7   | 13  | 11  | 11  | 16  | 44     |
| 12   | Roberto Guerrero      | 2   | 19  | 32       | DNQ | 14  | 20  |     |     | 20  | 3   | 11  | 22  | 6   | 14  | 26  | 40     |
| 13   | Kevin Cogan           | 8   | 3   | 11       | 22  | 20  | 10  | 24  |     |     |     |     | 24  | 15  | 9   | 4   | 40     |
| 14   | Arie Luyendyk         | 9   | 10  | 10       | 15  | 2*  | 18  | 20  | 20  | 28  | 26  | 25  | 19  | 9   | 22  | 14  | 31     |
| 15   | Didier Theys          |     |     |          |     | 10  | 9   | 18  | 21  |     |     | 10  | 23  |     | 8   | 3   | 29     |
| 16   | A.J. Foyt             | 4   | 11  | 26       | 5   | 15  | 11  | 15  | 17  | Wth | 16  | 22  | 10  | 17  | 24  | 25  | 29     |
| 17   | Tony Bettenhausen Jr. | 6   | DNQ | 33       | 19  |     | 15  | 17  | 8   | 4   | 15  | 16  | 16  | 13  | 26  |     | 25     |
| 18   | Howdy Holmes          | 10  | 17  | 12       | 8   | 16  | 13  | 11  | 23  | 23  | 7   | 14  | 11  | 14  | 23  | 8   | 24     |
| 19   | Al Unser              |     |     | 3        |     |     |     | 9   | 19  | 9   | 13* |     |     |     |     |     | 23     |
| 20   | Scott Atchison        | 12  | 9   | DNQ      | 16  | 25  | 12  | 13  | 10  | 10  | 12  | 15  | 20  | DNQ | 25  | 9   | 17     |
| 21   | Gordon Johncock       |     |     | DNQ      |     |     |     |     |     | 6   | 6   |     |     |     |     |     | 16     |
| 22   | Phil Krueger          |     |     | 8        |     |     | 17  |     |     | 5   | 22  |     |     |     |     |     | 15     |
| 23   | Scott Brayton         | 15  | 23  | 31       | 10  | 9   | 16  | 14  | 11  | 26  | 10  |     |     | 18  |     | 24  | 12     |
| 24   | Dick Simon            | 19  |     | 9        | 12  |     |     |     |     | 7   | 19  |     |     | 20  |     |     | 11     |
| 25   | Rocky Moran           |     | 6   | 16       |     | 13  | 22  | 12  | 15  |     |     | 13  | 17  |     | 28  | 13  | 9      |
| 26   | Bernard Jourdain      |     |     |          |     |     |     |     |     |     |     |     |     |     | 20  | 6   | 8      |
| 27   | Jim Crawford          |     |     | 6        |     |     |     |     |     |     |     |     |     |     |     |     | 8      |
| 28   | Ludwig Heimrath       |     | 14  | 25       |     | 23  | 26  | 19  | 12  |     |     | 19  | 21  |     |     | 7   | 7      |
| 29   | Randy Lewis           | 17  | 21  | 15       | 21  | 22  | 21  | 21  | 13  | 14  | 20  | 21  | 9   |     | 15  | 10  | 7      |
| 30   | Billy Vukovich III    | 11  |     | 14       |     |     |     |     |     | 17  | 9   |     |     |     |     |     | 6      |
| 31   | John Andretti         | 14  | 20  | 21       | 18  | 17  | 8   | 22  | 25  | 24  | 14  |     |     | 16  |     |     | 5      |
| 32   | Rich Vogler           |     |     | 17       |     |     |     |     |     | 15  | 11  |     |     |     |     |     | 2      |
| 33   | Dennis Vitolo         |     |     |          |     |     |     |     |     |     |     |     |     |     |     | 11  | 2      |
| 34   | Dale Coyne            | DNS |     | DNQ      | 13  | 24  | 25  | 16  | 22  | 27  | DNQ | 24  | DNS | DNQ | 27  | 12  | 1      |
| 35   | Ed Pimm               |     |     | DNQ      |     |     |     |     |     |     |     | 12  | 15  |     |     |     | 1      |
| 36   | Ken Johnson           |     |     |          |     |     |     |     |     |     |     |     |     |     | 12  |     | 1      |
| 37   | Jean-Pierre Frey      |     |     |          |     |     |     |     |     |     |     |     |     |     | 13  | 19  | 0      |
| 38   | Scott Pruett          |     | 18  |          |     |     |     |     | 16  |     |     | 20  |     |     |     |     | 0      |
| 39   | Fulvio Ballabio       |     | 25  |          |     |     |     |     |     |     |     | 17  | 18  |     |     |     | 0      |
| 40   | Steve Bren            |     |     | 17       |     |     |     |     |     |     |     |     |     |     |     |     | 0      |
| 41   | Dominic Dobson        |     | 26  | 18       |     | 21  |     |     |     |     |     |     |     |     | 18  |     | 0      |
| 42   | Tero Palmroth         |     |     | 19       |     | 18  |     |     |     |     |     |     |     |     |     |     | 0      |
| 43   | Johnny Rutherford     |     |     | 22       |     |     |     |     |     | 18  |     |     |     |     |     |     | 0      |
| 44   | Darin Brassfield      |     |     |          |     |     |     |     |     |     |     | 23  |     |     | 19  |     | 0      |
| 45   | Tom Sneva             |     |     | 27       |     |     |     |     |     | 22  |     |     |     |     |     |     | 0      |
| 46   | Dick Ferguson         |     | 22  | DNQ      |     |     |     |     |     |     |     |     |     |     |     |     | 0      |
| 47   | Steve Chassey         |     |     | 24       |     |     |     |     |     |     |     |     |     |     |     |     | 0      |
| 48   | Stan Fox              |     |     | 30       |     |     |     |     |     |     |     |     |     |     |     |     | 0      |
|      | Gary Bettenhausen     |     |     | DNQ      |     |     |     |     |     |     |     |     |     |     |     |     | 0      |
|      | Tom Bigelow           |     |     | DNQ      |     |     |     |     |     |     |     |     |     |     |     |     | 0      |
|      | Pancho Carter         |     |     | DNQ      |     |     |     |     |     |     |     |     |     |     |     |     | 0      |
|      | Giupponi Franca       |     |     |          |     |     |     |     |     |     |     | DNQ |     |     | DNQ |     | 0      |
|      | Spike Gehlhausen      |     |     | DNQ      |     |     |     |     |     |     |     |     |     |     |     |     | 0      |
|      | Johnny Parsons        |     |     | DNQ      |     |     |     |     |     |     |     |     |     |     |     |     | 0      |
|      | José Romano           |     |     |          |     |     |     |     |     |     |     |     | DNQ |     |     | DNQ | 0      |
|      | Harry Sauce           |     |     | DNQ      |     |     |     |     |     |     |     |     |     |     |     |     | 0      |
|      | George Snider         |     |     | DNQ      |     |     |     |     |     |     |     |     |     |     |     |     | 0      |
| Pos. | Piloto                | PHX | LBH | INDY 500 | MIL | POR | CLE | TOR | MEA | MIC | POC | ROA | MDO | NAZ | LAG | MIA | Puntos |

| Color       | Resultados                    |
| ----------- | ----------------------------- |
| Oro         | Ganador                       |
| Plata       | 2° Lugar                      |
| Bronce      | 3° Lugar                      |
| Verde       | 4° y 5° Lugar                 |
| Azul claro  | 6° – 10° Lugar                |
| Azul oscuro | Finalizó (Fuera del Top 10)   |
| Purpura     | No acabaron la carrera        |
| Rojo        | No lograron calificarse (DNQ) |
| Marrón      | No Arrancó (DNS)              |
| Negro       | Descalificado (DSQ)           |
| Blanco      | No Arrancó (DNS)              |
| Blanco      | Abandono por carrera (C)      |
| Sin color   | No participó                  |

| In-line notation                                                            | |
| Negrita                                                                     | Pole position (1 punto; excepto en Indy y Iowa)                                                            |
| 1 Como la clasificación fue cancelada, no se otorgan el punto al polesitter | |
| Cursiva                                                                     | Vuélta más rápida                                                                                          |
| *                                                                           | Mayor Número de vueltas lideradas (2 puntos)                                                               |
| DNS                                                                         | Piloto que no calificó No logró arrancar (DNS), gana la 1/2 de los Puntos por haber calificado/participado |
| Novato del Año                                                              | |
| Novato                                                                      | |

### Sistema de Puntuación
Los puntos para la temporada se otorgaron sobre la base de los lugares obtenidos por cada conductor (independientemente de que si el coche está en marcha hasta el final de la carrera):
| Posición | 1  | 2  | 3  | 4  | 5  | 6 | 7 | 8 | 9 | 10 | 11 | 12 |
| Puntos   | 20 | 16 | 14 | 12 | 10 | 8 | 6 | 5 | 4 | 3  | 2  | 1  |

#### Puntos de bonificación
- 1 Punto Para la Pole Position
- 1 Punto por liderar la mayoría de vueltas de la carrera

### Copa de Naciones
| Pos. | País           | Puntos |
| ---- | -------------- | ------ |
| 1    | Estados Unidos | 317    |
| 2    | Brasil         | 158    |
| 3    | Italia         | 52     |
| 4    | Canadá         | 50     |
| 5    | Irlanda        | 45     |
| 6    | Colombia       | 40     |
| 7    | Holanda        | 31     |
| 8    | Bélgica        | 29     |
| 9    | México         | 8      |
| 10   | Reino Unido    | 8      |
| 11   | Suiza          | 0      |
| 12   | Finlandia      | 0      |
| Pos. | País           | Puntos |

### Copa de Fabricantes de Chasis
| Pos. | Chasís                | Puntos |
| ---- | --------------------- | ------ |
| 1    | Lola T8800/T8700      | 248    |
| 2    | Penske PC-17          | 231    |
| 3    | March 88C/87C/86C/85C | 222    |
| Pos. | País                  | Puntos |

### Copa de Fabricantes de Motoristas
| Pos. | Motor             | Puntos |
| ---- | ----------------- | ------ |
| 1    | Chevrolet A       | 320    |
| 2    | Ford/ Cosworth XD | 206    |
| 3    | Judd              | 131    |
| 4    | Porsche           | 44     |
| 5    | Buick             | 8      |
| Pos. | Motor             | Puntos |